# Nestegis
Nestegis es un género con cinco especies de plantas con flores perteneciente a la familia Oleaceae. Es originario de Nueva Zelanda y Hawaii.

## Especies
- Nestegis apetala (Vahl) L.A.S.Johnson -
- Nestegis cunninghamii (Hook.f.) L.A.S.Johnson
- Nestegis lanceolata (Hook.f.) L.A.S.Johnson
- Nestegis montana  (Hook.f.) L.A.S.Johnson
- Nestegis sandwicensis (A.Gray) O.Deg., I.Deg. & L.A.S.Johnson[2][3]